# Covid-19
Covid-19 (též COVID-19; z anglického spojení coronavirus disease 2019, což česky znamená koronavirové onemocnění 2019; výslovnost: [kovid devatenáct]; podle ICD-11 označené XN109) je vysoce infekční onemocnění, které je způsobeno koronavirem SARS-CoV-2. První případ byl identifikován v čínském Wu-chanu v prosinci 2019. Od té doby se virus rozšířil po celém světě, což způsobilo globální pandemii.
Příznaky nemoci covid-19 jsou různé, od bezpříznakového stavu až po závažné onemocnění, ale často zahrnují horečku, kašel, únavu, dýchací potíže a ztrátu čichu a chuti. Příznaky začínají jeden až čtrnáct dní po vystavení viru. U přibližně jednoho z pěti infikovaných jedinců se neobjeví žádné příznaky. Zatímco většina lidí má mírné příznaky, u některých lidí se vyvine syndrom akutní dechové tísně. Tento syndrom může být přivoděn cytokinovými bouřemi, víceorgánovým selháním, septickým šokem a krevními sraženinami. Bylo pozorováno dlouhodobější poškození orgánů (zejména plic a srdce). Existuje obava z významného počtu pacientů, kteří se zotavili z akutní fáze onemocnění, ale nadále pociťují řadu následků – známých jako dlouhý covid – i několik měsíců poté. Mezi tyto účinky patří silná únava, ztráta paměti a další kognitivní problémy, slabá horečka, svalová slabost a dušnost.
Virus, který způsobuje covid-19, se šíří hlavně vzdušným přenosem, když je infikovaná osoba v blízkém kontaktu s jinou osobou. Malé kapičky a aerosoly obsahující virus se mohou šířit z nosu a úst infikované osoby při dýchání, kašlání, kýchání, zpěvu nebo mluvení. Ostatní lidé se mohou nakazit, pokud se virus dostane do jejich úst, nosu nebo očí. Virus se může šířit také kontaminovaným povrchem, i když to není považováno za hlavní cestu přenosu. Přesná cesta přenosu je zřídkakdy přesvědčivě prokázána, ale k infekci dochází hlavně tehdy, když jsou lidé dostatečně blízko sebe. Virus se může šířit až dva dny předtím, než infikované osoby projeví příznaky, a od jedinců, kteří nikdy nepociťují příznaky. Lidé zůstávají infekční po dobu až deseti dnů při středně závažných případech a dva týdny ve vážných případech. Virus se šíří snadněji ve vnitřních prostorách a v davu. Pro diagnózu onemocnění byly vyvinuty různé testovací metody. Standardní diagnostickou metodou je reverzní transkripční polymerázová řetězová reakce v reálném čase (PCR test) výtěrem z nosohltanu.
Preventivní opatření zahrnují fyzický či společenský odstup, umístění ohrožených osob do karantény, větrání vnitřních prostor, zakrývání úst a nosu při kašli a kýchání, mytí rukou a udržování neumytých rukou pryč od obličeje. Aby se minimalizovalo riziko přenosu, bylo v době pandemie na veřejnosti doporučeno použití roušek, obličejových masek nebo jiného zakrytí dýchacích cest. Bylo vyvinuto několik vakcín proti covidu-19, načež ve většině států světa proběhlo masivní očkování, podpořené očkovacími kampaněmi. V některých, především v rozvojových zemích, je ovšem očkování závislé na přístupu k dostatečnému množství vakcín.
Ačkoli probíhají práce na vývoji léků, které zpomalují a zastavují virus, primární léčba je v současnosti symptomatická. Zahrnuje léčbu příznaků, podpůrnou péči, izolaci a některá experimentální opatření.

## Průběh nemoci

### Nakažlivost
Covid-19 je vysoce infekční nemoc. Virus je schopný se přenášet z člověka na člověka, šíří se pomocí aerosolu, kapének, případně následkem tělesného kontaktu. Kapénky jsou malé kapky odletující z úst člověka při kýchání nebo kašlání. Dominantním způsobem přenosu je ale aerosol. Aerosol jsou částice kapaliny menší než kapénky; šíří se volně vzduchem (vznášejí se podobně jako třeba cigaretový dým), jejich velikost je kolem 1 μm), zanikají vysycháním v sušším prostředí (vytápěné vyvětrané prostory, také v letním období). Ve vlhčím prostředí, které způsobuje např. podzimní vlhké klima, v chladných prostorách v provozech zpracování potravin nebo ve vydýchaných místnostech, vydrží aerosol ve vzduchu déle. Podle zjištění odborníků z amerického unijního státu Illinois je onemocnění covidem-19 do jisté míry sezónní, vyskytuje se mnohem více v chladném a vlhkém ročním období než v teplém a suchém létě. Infekce se do plic patrně nedostává jen skrze nadýchaný vzduch, ale také krevním řečištěm z úst postižených zubním onemocněním, takže je jako prevence užitečné dodržovat ústní hygienu. Přenos nemoci z matky na plod je málo pravděpodobný. Světová zdravotnická organizace vydala odhad, že hodnota indexu nakažlivosti R0 se může pohybovat v rozmezí 1,4–2,5, což je podobné jako u nemoci SARS. Osobní odpovědnost a dobrovolná karanténa při příznacích onemocnění covidem-19 je zcela zásadní. Je znám případ, kdy jediný člověk s vysokou nakažlivostí své infekce (tzv. superspreader) zapříčinil onemocnění resp. karanténu několika set lidí ve státě Oregon, z nichž sedm nakonec zemřelo.
Šíření některých mutací viru bylo podrobně zpětně mapováno pomocí genetické daktyloskopie. Například na biotechnologickou konferenci, konanou v únoru 2020 v Bostonu v USA, zanesl jediný člověk dobře zmapovanou mutaci SARS-CoV-2, označenou C2416T, kterou se následně nakazilo 245 000 lidí v USA a v Evropě. Jinou mutací G26233T se postupně nakazilo 88 000 lidí. Konference se přitom zúčastnilo pouze 200 vědců, ale jejich mobilita následně způsobila „superšířící akci“.
Z porovnání s množstvím virových částic v různých tkáních makaků nakažených SARS-CoV-2 vědci odhadují, že jediný nakažený člověk obsahuje při kulminaci onemocnění 109–1011 virových částic. Při celkovém počtu 100 milionů nakažených globálně a relativně nízkém počtu významných mutací z toho vyplývá, že replikace viru probíhá s vysokou přesností a k chybám dochází jen velmi vzácně.[zdroj?] Správnost transkripce SARS-CoV-2 kontroluje exoribonucleáza (protein nsp15). Její funkce je důležitá vzhledem ke značné velikosti genomu SARS-CoV-2 (∼29.7 kb, se 14 open-reading frames (ORFs).

### Inkubační doba
Inkubační doba se pohybuje přibližně mezi 1 až 14 dny a i během ní je nemoc infekční. Přenos viru na další osoby byl potvrzen v období 1–3 dny před projevem příznaků onemocnění. Medián inkubační doby je přibližně 5 dní.

### Identifikace

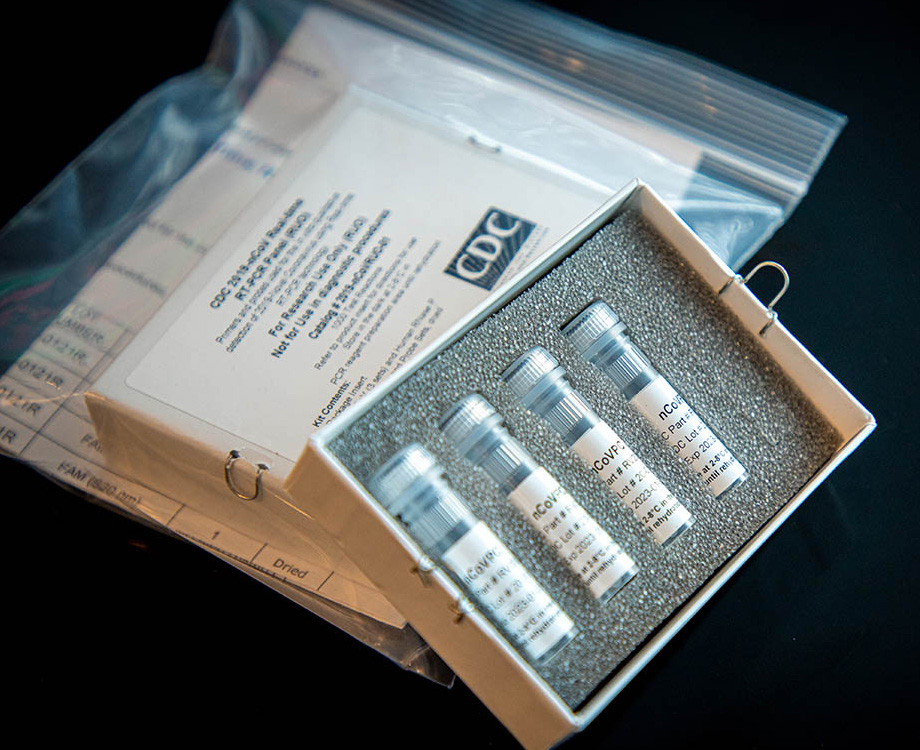
Test na koronavirus

Nemoc má příznaky i průběh velmi podobné jako chřipka či jiné podobné chřipkové onemocnění, ale poněkud delší průměrnou dobu inkubace. Je velmi obtížné na první pohled rozeznat nákazu koronavirem právě od chřipky, protože první příznaky onemocnění jsou podobné. U covidu-19 se kromě zvýšené teploty častěji vyskytuje suchý kašel, dýchací obtíže, méně často naopak bolesti v krku nebo rýma.

### Testování
Nejspolehlivější způsob, jak virus v těle odhalit, je podstoupit PCR testy; při nich se ve vzorcích hlenu z nosohltanu a krku následně hledá RNA shodná s RNA koronaviru SARS-CoV-2. Nové a efektivnější metody testování na podobném principu se soustřeďují zejména na zkrácení doby, kdy je možné test vyhodnotit. Pracovníci Univerzity Karlovy vyvinuli kit pro provádění PCR testů používaných k detekci akutních případů nákazy virem, který lze v optimálním případě vyhodnotit během několika desítek minut. Zároveň zjednodušili postup odebírání vzorků do tekutiny, která vir zneškodní a usnadňuje následnou manipulaci.
Rychlejší a dostatečně spolehlivou metodou je antigenní testování pomocí komerčně dodávané soupravy, v níž protilátky proti povrchovým proteinům viru SARS-CoV-2 odhalí přítomnost viru ve vzorku z výtěru nosní dutiny během 15-30 minut.
Indonéská Gadjah Mada University (UGM)v Jakartě vyvinula přístroj, který dokáže odhalit virus ve vzorku dechu. Testovaný nejprve naplní dechem sáček podobný tomu, který se dříve používal pro testy alkoholu u řidičů. Obsah sáčku pak projde přístrojem GeNose, který využívá umělou inteligenci a poskytne výsledek testu během dvou minut. Spolehlivost přístroje je podobná jako u antigenního testování a blíží se 95 %.
Odhalit nemocného lze s pomocí umělé inteligence statisticky efektivně i podle zvuku z nařízeného zakašlání.

### Příznaky a symptomy

Symptomy nemoci covid-19

Jako první se obvykle projevuje horečka, velká únava a dušnost. Podle článku publikovaného v časopisu Journal of Clinical Immunology & Immunotherapy je u seniorů obvykle prvním příznakem vysoká horečka, která může být spojená s delirantními stavy, způsobenými hypoxií. Horečnatý stav může následovat noční pocení bez horeček a migréna. Častým průvodním jevem onemocnění je také kopřivka. U některých pacientů se přidá suchý dráždivý kašel, častá je bolest svalů a kloubů.
Možná je i ztráta čichu (potažmo chuti) zvaná anosmie (v 10 až 30 % případů) bez ostatních příznaků.
Některé mírnější případy infekce covidem-19 se projevují pouze zažívacími problémy (zvracení, průjem) následovanými horečkou nebo kombinací zažívacích a dýchacích obtíží. U řady pacientů, mezi kterými převažovaly ženy, se covid-19 projevil pouze jako průjmové onemocnění, trvající 1 až 14 dní (průměrně 5 +- 3 dny). Detekce mRNA koronaviru ve stolici přetrvávala významně déle než u pacientů s onemocněním plic a úplné vymizení nastalo v některých případech až po 50 dnech.
Závažnější případy mohou vést k pneumonii (zápalu plic), akutnímu zánětu srdeční svaloviny, selhání orgánů a smrti.
Vážnou komplikací u pacientů s pneumonií je difúzní intravaskulární koagulace (DIC), pozorovaná až ve 30 % případů, přestože byla preventivně podávána trombolytika. Ta vede k akutní plicní embolii, trombóze v dolních končetinách (DVT), mrtvici a srdečním infarktům. Také v Číně byl zaznamenán rozsev koagulace krve v cévách u 70 % zemřelých v souvislosti s covidem-19. Podobné problémy u 20–40 % pacientů byly zaznamenány také v USA.
Děti mohou mít mírnější či žádné příznaky častěji, byť jsou v tu dobu nositeli značného množství koronaviru. U dětí a mladých pacientů s mírným nebo bezpříznakovým průběhem nemoci se často objevují kožní skvrny připomínající omrzliny, vzácně i puchýřky, nejčastěji na prstech u nohou. Ty jsou skrytým příznakem infekce, která má sice lehký průběh, ale indikuje možného přenašeče viru. Infekce také může být abortivní, kdy i přes kontakt s nakaženým nedojde k propuknutí nemoci. Děti sice mají méně vyvinutý imunitní systém, ale mají ho rychlejší než dospělí, takže nemoc nemusí v takové míře propuknout.
Dle studií z března 2020 onemocnění v 81 % případů probíhá mírně a nevyžaduje hospitalizaci, pouze domácí léčení. Ve 14 % se může vyvinout v pneumonii a 5 % nakažených má kritický průběh se selháním orgánů. Podobně jako u sezónní chřipky probíhá onemocnění covid-19 u řady nakažených asymptomaticky. Čína začala zveřejňovat počty asymptomatických nakažených v dubnu 2020 a uvádí jejich počet 1 367 (oproti 81 554 nemocných), ale hongkongský South China Morning Post uvádí, že z lidí pozitivně testovaných na covid-19, kteří museli zůstat v domácí karanténě, více než 43 000 neprojevilo žádné symptomy onemocnění. S rozšířením testování se poměr asymptomatických pacientů v populaci zasažené covidem-19 může ještě zvýšit. Některé zprávy pocházející přímo od čínské Národní zdravotní komise (China’s National Health Commission) uvádějí až čtyři pětiny asymptomatických pacientů mezi nakaženými (130/166, tzn. 78 %).
Těžší průběh nemoci nastává u lidí ve vyšším věku nebo u pacientů již trpících kardiovaskulárními onemocněními, diabetes, rakovinou a jinými závažnými onemocněními. Také kuřáci (i bývalí) mají horší průběh nemoci.

### Prevence
Jako prevence jsou doporučována tato opatření:
- očkování (nechrání před nakažením, ale před vážným průběhem nemoci u očkované osoby)
- minimalizace vzájemných kontaktů (physical distancing) a vyhýbání se větším shromážděním lidí (social distancing)
- domácí karanténa po setkání s nakaženým nebo při příznacích onemocnění
- ochrana obličeje rouškou a případně i ochrana očí brýlemi
- důsledná a častá hygiena rukou, dezinfekce rukou po pobytu v místech, jako jsou obchody nebo veřejná doprava
- časté mytí a dezinfekce povrchů, které užívá více členů domácnosti, děti ve škole, spolupracovníci v zaměstnání, apod.
- ventilace a filtrace vzduchu ve veřejných prostorech
- pestrá strava a zdravý životní styl, přiměřený pohyb venku

### Genetické faktory
Podle první rozsáhlé studie na souboru 2 244 kriticky nemocných pacientů s pneumonií způsobenou virem SARS-CoV-2, která byla provedena na jednotkách intenzivní péče ve Velké Británii, souvisí těžký průběh nemoci s některými genetickými faktory. Jako nejzávažnější souvislost s těžkým a život ohrožujícím průběhem nemoci se jeví nízká exprese beta řetězce receptoru pro Interferon (IFNAR2), vysoká exprese tyrosin kinázy 2 a vysoká exprese chemotaktického receptoru CCR2 pro monocyty/makrofágy v plicích. Byla rovněž nalezena korelace s genovým clusterem, který kóduje antivirové aktivátory restrikční endonukleázy (OAS1, OAS2, OAS3).

### Léčba

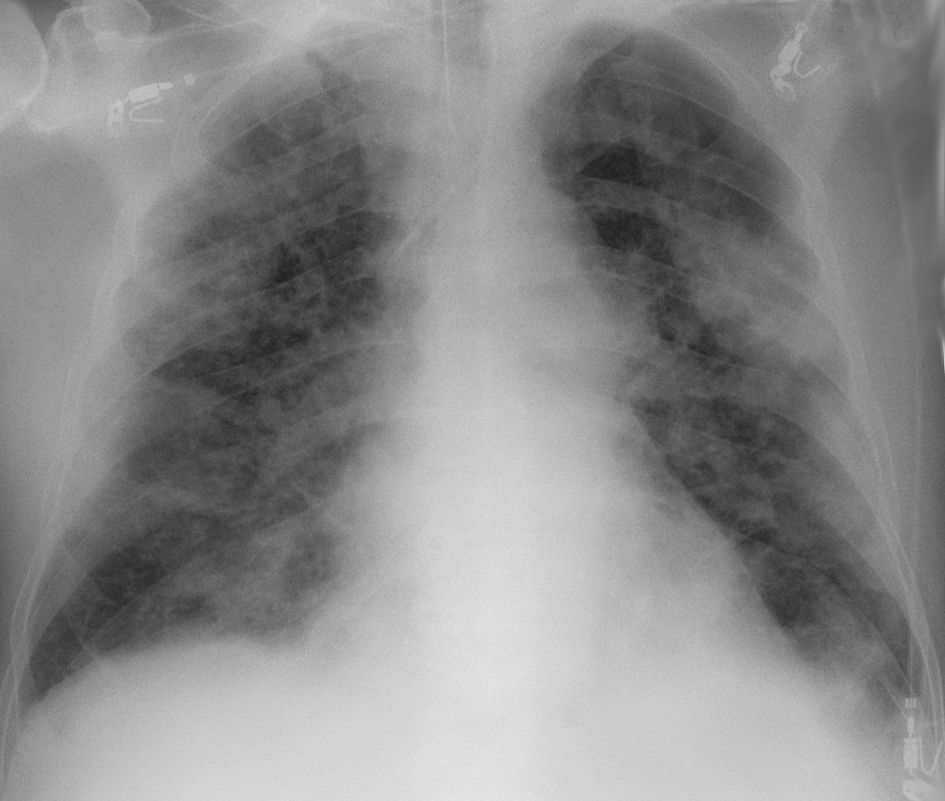
RTG hrudníku zobrazující zápal plic způsobený covidem-19

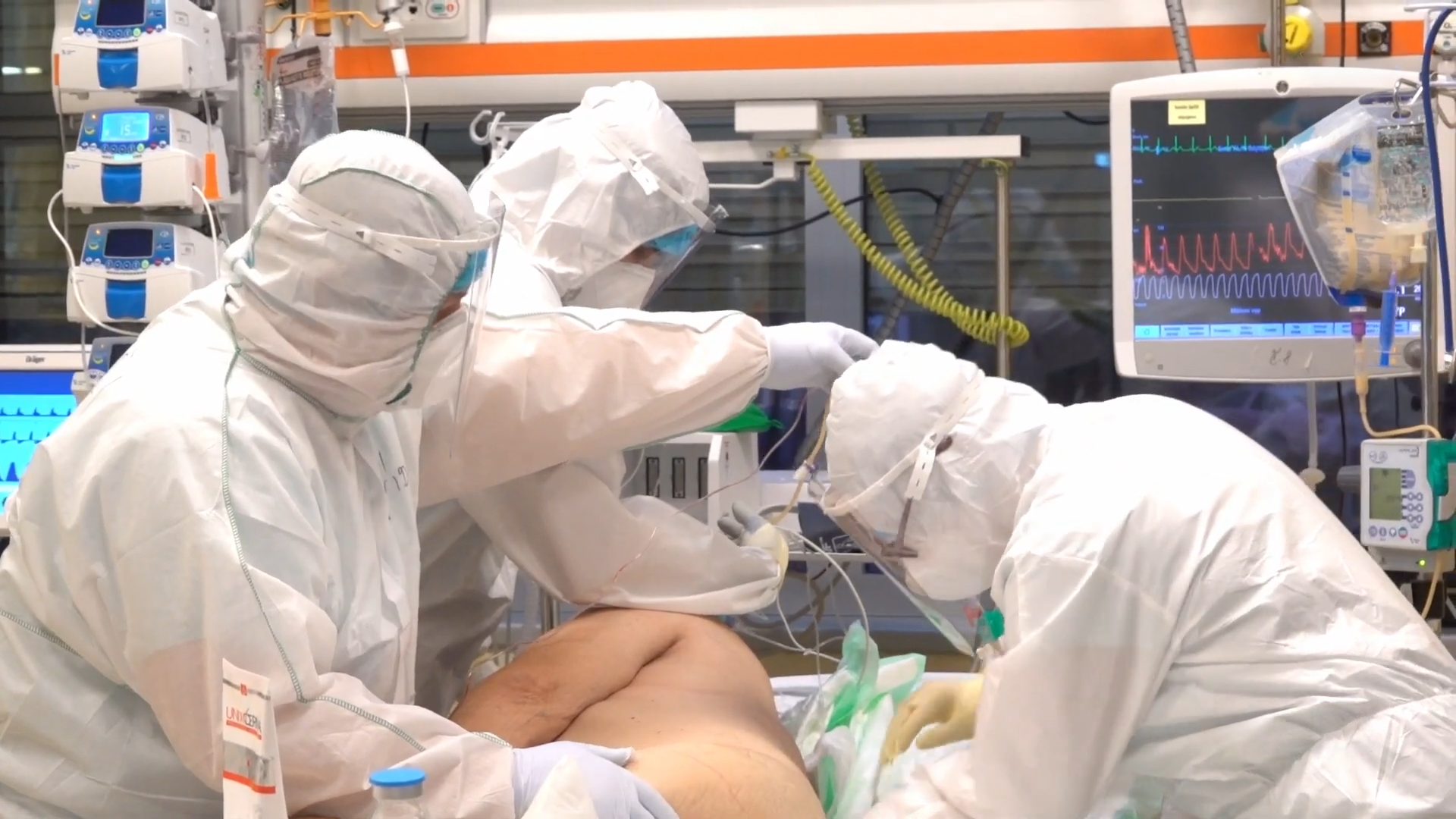
Zdravotníci v ochranných oblecích ošetřující pacienta s covidem-19, nemocnice v Karlových Varech

Počátkem roku 2020 na toto onemocnění neexistovala žádná vakcína ani ověřený lék, který by účinkoval přímo proti viru SARS-CoV-2. Proběhlo rozsáhlé virtuální skenování potenciálních léčiv se známými biologickými účinky (ZINC drug database, obsahující 2924 léčiv a dále 1066 herbálních léčiv), jejich chemická struktura byla pomocí počítačové simulace porovnávána se strukturou potenciálních cílových proteinů zúčastněných v replikaci viru.
V USA bylo založeno The COVID-19 High Performance Computing Consortium, do kterého se zapojily všechny firmy disponující vysoce výkonnými počítači (IBM, Amazon, AMD, BP, Dell, Google Cloud, HP, Microsoft, Intel, Nvidia ad.), univerzity, výzkumné laboratoře a federální agentury včetně NSF a NASA. Jejich cílem je simulace prostorového uspořádání virových proteinů a počítačové modelování interakce potenciálních dostupných léčiv, 3-D modelování dynamických vlastností a změn konformace virového S proteinu při interakci s ACE2 receptorem a jejich možné využití při výrobě vakcín a funkční genetický screening buněčných proteinů, které se účastní replikace viru. Konsorcium Exscalate4CoV, financované z prostředků EU a využívající vysoký počítačový výkon v kombinaci s umělou inteligencí, oznámilo, že účinným léčivem pro některé pacienty s covidem-19 by mohl být selektivní modulátor receptoru estrogenu s generickým názvem Raloxifen.
Od března 2020 existuje pracovní skupina klinických expertů Front Line COVID-19 Critical Care Alliance (FLCCC Alliance), která zkoumá tradiční i nové postupy léčby covidové infekce. Pro hospitalizované pacienty, kteří potřebují kyslíkovou podporu, navrhla postup léčby označovaný MATH+, který místo experimentálních léků využívá osvědčené kombinace známých prostředků, jako kortikosteroidy, kys. askorbovou, heparin, statiny, Vitamin D, melatonin. Autoři dokládají data o celkově nižší mortalitě pacientů s vážným průběhem, kteří byli léčeni podle tohoto protokolu.
Koncem roku 2020 skupina FLCCC Alliance shromáždila data o účincích známého a dlouhou dobu užívaného antiparazitika ivermektin, které bylo k léčbě pacientů s covidem-19 povoleno v průběhu roku 2020 v řadě států v Jižní Americe, Asii (Uttarpradéš, Bangladéš, Irák) i některých dalších zemích (Egypt, Makedonie). Z těchto předběžně zveřejněných dat vyplývá, že ivermektin má antivirové a protizánětlivé účinky, snižuje mortalitu pacientů i závažnost onemocnění a lze ho užít i profylakticky. Americký National Institutes of Health nevyslovuje souhlas ani nesouhlas s užitím ivermektinu při léčbě covidu-19 na základě toho, že množství dávky, která by dosáhla efektu srovnatelného s efektem předchozích studií prováděných v laboratorních podmínkách (in vitro) vysoce přesahuje dávky dosud označené jako bezpečné, ale podporuje další klinické testování. K podobnému záběru ohledně množství dávky, která by byla účinná proti viru SARS-CoV-2, došel i výrobce přípravku.
Na potlačení některých příznaků onemocnění je možné zahájit podpůrnou léčbu běžně dostupnými léky. Někdy lze použít sérum od pacientů, kteří nemoc prodělali. V České republice je průkopníkem tohoto způsobu léčby Miloš Bohoněk, primář Oddělení hematologie, biochemie a krevní transfuze Ústřední vojenské nemocnice (ÚVN) v Praze. Plazma z ÚVN putovala zatím do 17 zdravotnických zařízení v celém Česku, léčilo se jí asi 60 % pacientů z celkových víc než 250, kterým zatím zdravotníci v Česku léčebnou plazmu podali.
Světová zdravotnická organizace podporovala v březnu 2020 experimentální léčbu s přípravky remdesivir, kombinací léků lopinavir a ritonavir, chlorochin a s monoklonální protilátkou proti interleukinu-6 švýcarské firmy Roche, označovanou Actemra.
V ojedinělém případu pacientky v Thajsku se podařilo infekci vyléčit pomocí léků na AIDS (kombinace označovaná lopinavir/ritonavir neboli LPV/r) v kombinaci s léky na chřipku.
Při experimentech s linií opičích buněk Vero E6, infikovaných SARS-CoV-2 in vitro, byly úspěšně vyzkoušeny remdesivir a chlorochin. Obě látky účinkují na infikované buňky i při prevenci infekce už v mikromolárních koncentracích. Remdesivir (GS-5734) je nukleotidový analog, který inhibuje virovou RNA polymerázu a brání replikaci viru i za přítomnosti virové exonukleázy, která kontroluje správnost transkripce. Příčinou je zřejmě mechanismus působení remdesiviru, který je v buňce přeměněn na analog nukleosid-trifosfátu a jako substrát nahradí ATP. Jeho inkorporace vede k předčasnému ukončení syntézy RNA v poloze o tři nukleotidy za tímto místem (i + 3), což zajistí, že chybu nerozezná virová exonukleáza opravující chyby.
Chlorochin je jako antimalarikum užíván v humánní medicíně již 70 let a nic nebrání jeho využití při léčbě koronavirové infekce. V USA, kde tamní Food and Drug Administration Agency původně doporučila užívání chlorochinu jako nouzové léčby, se jeho účinky na covid-19 nepotvrdily a vzhledem k jeho rizikovým vedlejším účinkům, způsobujícím srdeční arytmie, bylo toto doporučení v červnu 2020 anulováno.
V Číně byl (cca 21. února 2020) k experimentální léčbě připuštěn lék favipiravir (Avigan), slibné výsledky však měly i remdesivir a chlorochin.
V Itálii jsou experimentálně používány tyto léky: chlorochin, remdesivir, kombinace lopinaviru a ritonaviru pro jejich antivirální účinek, dále humanizovaná monoklonální protilátka tocilizumab (RoActemra normálně proti revmatoidní artritidě), která modulací cytokinu Interleukin-6 dokáže zmírnit zánět plic v kritických fázích nemoci. Metaanalýza dat z několika publikací ukazuje, že u pacientů s těžkým průběhem onemocnění je hladina IL-6 asi 2,9krát vyšší oproti pacientům bez komplikací. Zatím jediná popsaná experimentální léčba pomocí tocilizumab ukázala zlepšení klinických příznaků bez vedlejších účinků či smrti. Podobné účinky by mohla mít křeččí monoklonální protilátka sarilumab (Kevzara, sanofi-aventis), která se rovněž užívá jako inhibitor interleukinu-6 u pacientů s revmatoidní artritidou. V Indii byla v říjnu 2020 schválena pro léčbu pacientů se středně těžkým až vážným průběhem onemocnění monoklonální protilátka itolizumab. Ta se váže na receptor CD6 a tlumí aktivitu CD4 T lymfocytů, jejichž abnormální stimulace vede u pacientů k cytokinové bouři a těžkému poškození plic.
Antimalarikum hydroxychlorochin bylo testováno na malém vzorku pacientů a jeho účinky jsou neprůkazné, Pozdější metaanalýza klinického užití hydroxychlorochinu a chlorochinu ukázala jejich neúčinnost při léčbě covid-19 a dokonce mírně vyšší mortalitu pacientů léčených těmito látkami. Jako nadějný lék pro léčbu pneumonie vyvolané SARS-CoV-2 uváděla jedna studie chlorochinfosfát.
Kumulovaná data z případových studií uvádějí jako experimentálně užívané léky lopinavir (inhibitor HIV proteázy), umifenovir (užívaný v Rusku k prevenci chřipky) a oseltamivir (inhibitor neuraminidázy), zatím bez jednoznačných závěrů. Přehledný článek o klinických projevech, diagnóze a léčbě onemocnění covid-19 byl zveřejněn 20.3.2020 v NCBI.
Při endocytóze viru po vazbě na receptor ACE2 hraje roli s ním asociovaná protein kináza AAK1, kterou blokuje několik známých léčiv, včetně baricitinibu.
Jako jiná alternativa se ukazuje využití již schválených léků, které blokují transmembránovou serinovou proteázu TMPRSS2, která aktivuje spike protein virové obálky a umožňuje jeho fúzi s buněčnou membránou. Inhibitory této proteázy, camostat a nafamostat jsou schválená léčiva v Japonsku a USA a jsou užívána k léčbě chronické pankreatidy, rakoviny i některých virových onemocnění, včetně MERS-CoV. Potenciálními inhibitory TMPRSS2 jsou také otamixaban a I-432.
Jako inhibitor virové proteázy štěpící virový Gag-Pol polyprotein HIV byl mezi experimentální léčiva zařazen TMC-310911 (ASC-09) Je testována řada inhibitorů hlavní virové proteázy SARS-CoV, které jsou provizorně označeny Compound 15 [PMID: 32045236], PRD_002214 (Ligand ID: 10716), compound 13b (ligand ID: 10720).
Potenciálními léky mohou být dva inhibitory virové proteázy 3CLpro, které pod označením ledipasvir a velpatasvir vyvinula firma Gilead. Prodává je v kombinaci s antivirotikem sofosbuvir, který jako analog uridinu inhibuje syntézu virové RNA (Harvoni, ledipasvir/sofosbuvir), (Epclusa, sofosbuvir/velpatasvir). Z případových studií vyplývá, že u pacientů s covidem-19 by mohl účinkovat dosud opomíjený preparát Famotidin, který se podává na snížení sekrece žaludeční kyseliny a účinkuje jako blokátor H2 receptoru histaminu. Pomocí počítačové simulace a umělé inteligence byla porovnána terciární struktura Famotidinu s možnými cílovými proteiny SARS-CoV-2 a bylo zjištěno, že pravděpodobně blokuje virovou papain-like cysteinovou proteázu (PLpro), která hraje roli při štěpení virového polyproteinu.
Do arzenálu experimentálních léčebných postupů byla nově zařazena rekombinantní rozpustná glykosylovaná angiotenzin konvertáza 2 označovaná jako APNO1. Původně byla vyvinuta jako negativní regulátor systému renin-angiotensin při léčbě jiných onemocnění. Tento enzym, který v plicních buňkách funguje jako receptor SARS-CoV-2 viru, by měl ve své rozpustné formě blokovat vazebná místa viru. Zkoušela se u 200 pacientů ve Španělsku.
Experimentálně se testuje antivirotikum Nitazoxanid, které in vitro účinně blokuje expresi virového proteinu N a snižuje hladinu interleukinu-6 při nákaze buněk virem MERS-CoV, a Triazavirin, vyvinutý proti ptačí chřipce H5N1 Čeští vědci z 1. lékařské fakulty a Přírodovědecké fakulty Univerzity Karlovy, kteří zkoumají účinek Raloxifenu na tlumení cytokinové bouře vyvolané vysokou hladinou interleukinu-6, publikovali článek, v němž navrhli tento lék k léčbě pacientů s covidem-19.
Kortikosteroid ciklesonid užívaný jako inhalační antiastmatikum působí v buňce po navázání na glukokortikoidní receptor jako inhibitor transkripce. V kulturách in vitro blokuje replikaci SARS-CoV-2 jako specifický inhibitor nestrukturálního virového proteinu NSP15 (3'-5' exoribonucleáza). Ve Spojeném království byl v randomizovaném klinickém testování u pacientů postižených vážnými plicními komplikacemi úspěšně vyzkoušen levný kortikosteroid Dexametazon, který snížil úmrtnost až o jednu třetinu.
Firma Merck & Co (MSD Pharmaceutical) provádí od druhé poloviny roku 2020 druhou fázi klinického testování antivirotika molnupiravir (MK-4482/EIDD-2801), které lze na rozdíl od remdesiviru podávat orálně. Jde o syntetický analog nukleotidu (N4-hydroxycytidin), který vnáší chyby do RNA viru při jeho replikaci. Byl vyzkoušen na zvířecím modelu (fretka), kde významně snížil virovou zátěž v horních cestách dýchacích a zabránil přenosu na zdravá zvířata.
Kanadští vědci z Montreal Heart Institute publikovali randomizovanou studii na více než 4 000 pacientech s diagnózou onemocnění covid-19, provedenou v Kanadě, USA, Evropě, Jižní Americe a Jižní Africe, při které ověřovali účinky perorálně podávaného léčiva Kolchicin. Jde o mikrotubulární jed, který se používá při léčbě dny a Středomořské horečky. Ze studie vyplývá, že Kolchicin statisticky prokazatelně snižuje o 25 % nutnost hospitalizace, o 50 % potřebu umělé plicní ventilace a o 44 % úmrtnost.
V zemích, kde je populace očkována proti tuberkulóze, je úmrtnost na následky onemocnění covidem-19 významně nižší.
V izraelském výzkumném centru nemocnice Ichilov (Tel Aviv Sourasky Medical Center) vyzkoušeli jako další způsob léčby vážného průběhu nemoci novou metodu tlumení cytokinové bouře u pacientů s covidem-19. Použili k tomu liposomy obsahující sialoglykoprotein CD24, které pacientům aplikovali inhalátorem. CD24 je malý transmembránový glykoprotein, známý jako signal transducer CD24 nebo cluster of differentiation 24 či heat stable antigen CD24 (HSA), který produkují ve zvýšené míře téměř všechny nádorové buňky. Prostřednictvím receptoru Siglec-10 (sialic acid-binding Ig-like lectin 10) působí jako inhibitor funkce makrofágů a tlumí tak imunitní reakci v organismu.
V případě covidu-19 se ozývají vedle skutečných lékařů i provozovatelé nejrůznějších forem tzv. alternativní medicíny, kteří proklamují, že jejich přípravek je nějakým způsobem efektivní v terapii nebo v léčbě onemocnění. Americké Národní centrum pro komplementární a integrativní zdraví (NCCIH) varuje, že neexistuje žádný důkaz, že by tyto formy pokusů o prevenci nebo terapii mohly být prospěšné, některé dokonce mohou být nebezpečné.
K léčbě, vývoji antivirotika a vakcíny a inspiraci z předchozích pandemií se vyjádřil i přední britský virolog profesor John Oxford, který se specializuje na všechny druhy chřipky, zejména zevrubně zkoumal epidemii španělské chřipky v roce 1918.

#### Známé nebo experimentální léky
- Antivirotika: lopinavir a ritonavir, remdesivir, molnupiravir (analog ribonukleosidu),[125] favipiravir, ivermektin (původně antiparazitikum schválené WHO), ribavirin, kobicistat (součást kombinace léků proti HIV), umifenovir (Arbidol), atazanavir (Reyataz), darunavir (Prezista), baloxavir (Xofluza),[126] Nitazoxanid, Triazavirin, Isoprinosine[127][128][129][130]
- Antimalarika: chlorochin, hydroxychlorochin (Plaquenil), chlorochinfosfát
- Inhibitory proteáz: kamostat, nafamostat, TMC-310911 (ASC-09), compound 15 [PMID: 32045236], danoprevir, darunavir, kobicistat, ledipasvir/sofosbuvir (Harvoni), sofosbuvir/velpatasvir (Epclusa), famotidin
- Inhibitory endocytózy: baricitinib
- Kortikosteroidy (tlumení cytokinové bouře): ciklesonid, dexamethason,[78] hydrokortison,[78] prednison,[78] methylprednisolon[78]
- Ostatní: oseltamivir (inhibitor neuraminidázy), azithromycin (antibiotikum), interferony, APNO1 (rekombinantní rozpustná ACE2), raloxifen (inhibitor Il-6), kolchicin (mikrotubulární jed, inhibitor mitózy), CD24

Rozsáhlá dlouhodobá britská studie RECOVERY nepotvrdila účinnost azithromycinu, konvalescentní plasmy, hydroxychlorochinu ani kombinace lopinaviru a ritonaviru. Potvrdila účinnost dexamethasonu a tocilizumabu. Výzkum účinnosti dalších látek (mj. kortikosteroidů, směsi Regeneron či Bariticitinibu) nadále probíhá.
V srpnu 2024 byly v Evropské unii k léčbě schváleny kombinace monoklonálních protilátek tixagevimab/cilgavimab (Evusheld), imunosupresivum anakinra (Kineret), kombinace antiviriotik nirmatrelvir/ritonavir (Paxlovid), monoklonální protilátka regdanvimab (Regkirona), imunosupresivum tocilizumab (RoActemra), kombinace monoklonálních protilátek kasirivimab/imdevimab (Ronapreve), antivirotikum remdesivir (Veklury) a monoklonální protilátka sotrovimab (Xevudy).

#### Protilátky
Pro léčbu pacientů s covidem-19 lze užít konvalescentní plasmu získanou od vyléčených pacientů, která obsahuje protilátky proti SARS-CoV-2. Kromě toho byly k léčbě kriticky ohrožených pacientů užity kombinace monoklonálních protilátek. Agentura Food and Drug Administration v USA autorizovala výjimečné užití (Emergency Use Authorization) produktů společnosti Eli Lilly (mAb bamlanivimab) a Regeneron (směs mAb casirivimab, imdevimab). Jde o monoklonální protilátky, které se podávají nitrožilní infuzí, zejména starším a obézním pacientům. Tuto léčbu podstoupil i Donald Trump.
Firma Regeneron zveřejnila výsledky klinické studie, ve které byla její kombinace monoklonálních protilátek proti spike proteinu koronaviru (casirivimab, imdevimab) podána subkutánně jako prevence onemocnění osobám, které přišly do styku s nakaženými. Testovaná i kontrolní skupina, která dostala placebo, byla stejně velká (750 osob). Po podání dávky 1 200 mg bylo dosaženo ochrany proti symptomatické infekci v prvním týdnu u 72 % v dalších týdnech u 93 % osob zařazených do studie.
Podobné monoklonální protilátky produkují i další firmy: Roche tocilizumab (mAb RoActerma), Sanofi-Aventis sarilumab (mAb Kevzara), Bevacizumab, a GlaxoSmithKline protilátku sotrovimab.
Společnost AstraZeneca klinicky testuje kombinaci monoklonálních protilátek (AZD7442) proti spike proteinu SARS-CoV-2, od kterých očekává okamžitou ochranu ohrožených jedinců jako alternativu k vakcinaci a označuje je jako Storm Chaser. Dvě monoklonální protilátky (AZD8895 a AZD1061) byly substitucí některých aminokyselin modifikovány tak, že lépe odolávají proteázám. Jejich profylaktické působení bylo prodlouženo až na několik měsíců také úpravou Fc konce imunoglobulinu, který ovlivňuje imunologickou odpověď. Neonatální Fc receptor, který se vyskytuje v řadě tkání, zabraňuje proteolytické degradaci IgG a prodlužuje jejich poločas života v cirkulaci.
Experimentálně se zkoumají rekombinantní bispecifické monoklonální protilátky (kombinují dvě vazebná místa na jednom řetězci nebo dva řetězce s různými vazebnými místy v jedné molekule IgG), které reagují současně se dvěma různými epitopy viru SARS-CoV-2. Metodu vyvinuli švýcarští vědci z biomedicínského výzkumného ústavu v Bellinzoně (Institute for Research in Biomedicine, IRB) a myší model senzitivní pro infekci SARS-CoV-2 připravili vědci Českého centra pro fenogenomiku (Ústav molekulární genetiky AV ČR v centru BIOCEV).

### Imunita
U virových infekcí je získaná buněčná imunita významnější, než přítomnost protilátek v séru. U pacientů, kteří prodělali covid-19, po několika měsících mizí sérové protilátky, ale robustní buněčná imunita, zprostředkovaná cytotoxickými T lymfocyty (TC lymfocyty, CD8+ T-lymfocyty) a pomocnými T lymfocyty (CD4) přetrvává dlouhodobě. Po nakažení covidem-19 vrcholí aktivita T lymfocytů po dvou měsících, pak mírně klesá a od šestého měsíce se ustálí na hladině, která přetrvává nejméně osm měsíců. Také další práce, která zkoumala imunitu 188 pacientů osm měsíců po prodělání infekce, potvrdila přítomnost specifických protilátek, paměťových B lymfocytů i obou tříd T lymfocytů (CD4+ T a CD8+ T). U covidu-19 nejsou k dispozici data z delšího období, ale v případě pacientů, kteří roku 2003 prodělali onemocnění SARS, přetrvala buněčná imunita 17 let.
V článku publikovaném 14. května 2020 v časopisu Cell autoři uvádějí, že pacienti, kteří prodělali onemocnění covid-19, získali robustní buněčnou imunitu. Převažují CD4+ T a CD8+ T lymfocyty se specifitou k S proteinu (u 100 % a 70 % pacientů) a kromě toho i klony specifické pro M a N protein a dále pro nsp3, nsp4, ORF3a a ORF8. V krvi vyléčených pacientů se rovněž nacházejí IgA a IgG protilátky proti celé řadě proteinů specifických pro SARS-CoV-2, jejichž titr koreluje s buněčnou imunitou. Důležitým zjištěním je přítomnost CD4+ T lymfocytů reagujících se SARS-CoV-2 u ∼40–60 % osob, které neprodělaly onemocnění covid-19, což indikuje, že v běžné populaci existuje křížová buněčná imunita mezi běžnými koronaviry vyvolávajícími příznaky nachlazení a SARS-CoV-2.
Po prodělání nemoci SARS zůstávají v těle protilátky po dobu 2 až 3 let a lze očekávat, že situace se SARS-CoV-2 bude obdobná. Studie z počátku pandemie roku 2020, založené spíše na spekulacích a nespolehlivých testech, předpokládaly, že pacienti mohou onemocnět opakovaně. Odvolávaly se na předběžná sdělení z Číny, Jižní Koreje a Ruska, že virus rychle mutuje a člověk se může nakazit jiným kmenem viru, než proti kterému už má protilátky. Studie vědců z kalifornského La Jolla Institute for Immunology z května 2020 naproti tomu potvrdila, že u vyléčených pacientů vzniká masivní buněčná imunita proti klíčovému spike proteinu viru. Podle studie z Rakouska přetrvávají u vyléčených pacientů dlouhodobě také protilátky proti SARS-CoV-2. U 90 % z 800 vyléčených a seropozitivních pacientů byly protilátky prokázány i po dalších sedmi měsících. V Dánsku byla reinfekce zaznamenána u 0,65 % lidí testovaných pozitivně v první vlně, přičemž a u lidí starších než 65 let byla reinfekce pravděpodobnější. V části Itálie byla po průměrně 280 dnech zaznamenána reinfekce u 0,31 % lidí. K podobným zjištěním dospěli vědci ve Velké Británii, kteří potvrdili imunitu u zdravotnického personálu nakaženého covidem-19 i po pěti měsících od onemocnění. U žádného z 1 246 testovaných zaměstnanců s protilátkami nedošlo k následné symptomatické reinfekci. Z jiného velkého souboru celkem 6 614 čínských zdravotníků, kteří prodělali onemocnění covid-19, se pouze u 44 následně objevilo podezření na možnou reinfekci.
Protilátky jsou individuálně přítomny různou dobu, a to „dny až roky“, ale i ve skupině, kde protilátky rychle mizí, přetrvala buněčná imunita zprostředkovaná T lymfocyty. Také další práce potvrzují, že po prodělaném onemocnění covid-19 trvá imunita nejméně 8 měsíců a může přetrvávat roky. V různých studiích byla u 80-100 % pacientů zaznamenána ochrana před reinfekcí a ve zkoumané periodě osmi měsíců dokonce stoupalo množství paměťových B a T lymfocytů. V komparativní studii přítomnosti protilátek u všech známých koronavirových infekcí u lidí bylo potvrzeno, že s výjimkou SARS-CoV-2, kde neexistuje dostatečně dlouhá doba pro měření, imunita přetrvává průměrně 15 měsíců až 12 let (u SARS-CoV 4 měsíce až šest let). Odhad pro pokles imunity a případnou možnou reinfekci SARS-CoV-2 má široké rozpětí od 3 měsíců do 5 let, s průměrem 16 měsíců. V JAR, kde existuje vysoká míra kolektivní imunity po prodělané infekci a reinfekce se pohybovaly kolem 1,2 % (35 670 suspektních reinfekcí ze 2 796 982 osob s laboratorně potvrzeným proděláním covidu), se s novou variantou omikron pravděpodobnost reinfekce mírně zvýšila na 2,39 %.
Podle zjištění z ledna 2021 se klony B-lymfocytů, produkujících protilátky proti klíčové doméně SARS-CoV-2 kterou se virus váže na receptor lidských buněk (RBD-specific memory B cells), udržují u pacientů kteří prodělali covid i po 6,2 měsících. Počet těchto paměťových B-lymfocytů neklesá, i když protilátky typu IgM a IgG v plasmě postupně vymizí. Z biopsií střevní sliznice bylo zjištěno, že i po 4 měsících lze u poloviny bezpříznakových pacientů dále detekovat RNA i proteiny viru. Ty odpovídají za pokračující stimulaci imunity a evoluci protilátkové odpovědi směrem k vyšší specifitě i účinnosti.
V brněnských laboratořích Centra buněčného a tkáňového inženýrství Fakultní nemocnice u sv. Anny a Lékařské fakulty Masarykovy univerzity vedoucí výzkumu Irena Koutná a její tým vědců ukončili v roce 2020 první fázi klinické studie, ve které testovali paměťovou T-buněčnou imunitu pacientů, kteří prodělali covid-19 (na další testy nemají prostředky). Tento tým potvrzuje, že zatímco protilátky proti viru SARS-CoV-2 po čtyřech měsících z krve vymizí, buněčná imunita zprostředkovaná paměťovými T-lymfocyty je dlouhodobá a může vydržet nejméně jeden rok. Irena Koutná však nepublikovala žádnou recenzovanou práci o covidu.
Těžký průběh onemocnění spojují některé studie s indukcí vzniku autoprotilátek, které vyprovokuje vleklý zánět. Tento jev se vyskytuje i u jiných infekcí, např. virem Epstein-Barrové nebo u malárie.
Roku 2021 ukázala metaanalýza, že imunita získaná přirozeně infekcí je srovnatelná s imunitou získanou očkováním. Průlomová infekce (prodělání nemoci po očkování) vytváří obdobnou imunitu jako očkování po prodělání nemoci (hybridní imunita), ale obě kombinace poskytují lepší imunitu než samotné očkování, takže jsou nazývány superimunitou.

### Post-covidový syndrom
Vědecká literatura popisuje tzv. Long Covid, neboli post-covidový syndrom, který označuje soubor příznaků, které přetrvávají déle než 12 týdnů u osob, které prodělaly infekci virem SARS-CoV-2. Podle WHO trpí některým post-covidovým syndromem přibližně každý desátý pacient. Ve Velké Británii zhruba 30 %. Přesné příčiny obtíží nejsou známy, neboť jejich výskyt nesouvisí s intenzitou prodělaného onemocnění. Mezi projevy syndromu mají patřit silná únava, pocit zvýšené teploty, potíže s dechem, tíže na hrudi, tachykardie, bolesti hlavy, úzkosti. Vyšetření pacientů s těmito příznaky neprokázalo znovunakažení se daným virem. Vyskytují se i závažná poškození mozku. Duševní porucha, která se vyskytuje během epidemie častěji, ale není způsobována nemocí přímo.
Vážnější následky byly popsány ve spojitosti jak se zánětem srdečního svalu (myokarditida či periomyokarditida),
Koronavirus může aktivovat expresi lidského DNA transpozonu LINIE-1 nebo využít reverzní transkriptázu viru HIV a integrovat části své RNA do jádra infikovaných lidských buněk. Výzkumníci nalezli chimérické transkripty částí virové a lidské RNA u buněk pacientů i v kulturách lidských buněk infikovaných SARS-CoV-2. Tato re-integrace virové RNA do lidské DNA může být vysvětlením, proč pacienti po prodělání nemoci, kteří již nejsou infekční pro své okolí, stále produkují části virové RNA, které lze detekovat pomocí PCR-testu.
Další komplikací po prodělání infekce covid-19 může být vyvolání autoimunitní reakce. V krvi některých pacientů byly nalezeny autoprotilátky proti interferonu-1, B lymfocytům, proteinům cév, plic a srdce, dokonce i proti membránovým fosfolipidům a annexinu A2. Není ale zřejmé, zda tyto autoprotilátky měli pacienti již dříve, nebo byly aktivovány teprve virovou infekcí. Nejde o vzácný jev, protože četná autoimunitní onemocnění (Psoriáza ad.) vyvolává např. EBV virus. Autoimunitní reakce se může projevit až s několikatýdenním zpožděním po odeznění prvotních příznaků infekce.
Ztráta chuti nebo čichu (a následně parosmie, tj. nepříjemné čichové vjemy) může přetrvávat i po dobu několika měsíců. Poškozený olfaktorický nerv je sice schopen regenerovat, ale u některých pacientů se čich a chuť nemusí obnovit nikdy. Vede to k druhotným dlouhodobým komplikacím, z nichž nejvážnější je pokles produkce serotoninu a následné deprese.

#### Post-covidový syndrom u dětí
Post-covidovým syndromem trpí každé osmé dítě, které bylo nakaženo covidem-19.
Multisystémový zánětlivý syndrom u dětí (MIS-C), který byl mezi 1. lednem a 25. červencem 2020 popsán u 662 dětí, 71 % z nich bylo přijato na jednotky intenzivní péče, 22,2 % potřebovalo mechanickou ventilaci pro pomoc s dýcháním, 11 dětí (1,66 %) zemřelo. Některé z dětí s tímto syndromem, přičemž prevence je pro bezpříznakový průběh covidu-19 obtížná, budou možná muset být dlouhodobě sledovány lékaři.
U dětí se po nákaze koronavirem může objevit vážný zánětlivý syndrom PIMS-TS (syndrom multisystémové zánětlivé odpovědi, anglicky paediatric inflammatory multisystem syndrom). V Česku bylo 200 případů do března 2021, prevencí je očkování.

## Vakcína

Mapa zemí podle stavu schválení. V tmavě zeleně vyznačených zemích se již masově očkuje, ve světle zelených zemích se masově očkuje v nouzovém režimu

Vakcína proti covidu-19 může rychlým způsobem pomoci získat v populaci kolektivní imunitu bez masových ztrát na životech, poškození zdraví, chronických následků a dalších komplikací, kdy je imunita získána přirozenou cestou (tj. proděláním onemocnění). Stejně jako u jiných onemocnění, u kterých již vakcinace funguje, je k tomu potřeba proočkovanost až 70 % dospělé populace, což by mělo zabránit nekontrolovanému komunitnímu šíření nákazy.
V klinických studiích fáze III prokázalo několik vakcín účinnost až 95 % při prevenci symptomatické infekce covid-19. Národní regulační orgány (alespoň jednoho státu) schválily k dubnu 2021 třináct vakcín pro veřejné použití: dvě RNA vakcíny (vakcínu Pfizer–BioNTech a vakcínu Moderna), pět konvenčních inaktivovaných vakcín (BBIBP-CorV od společnosti čínské společnosti Sinopharm, CoronaVac od čínské společnosti Sinovac, Covaxin od společnosti Bharat Biotech, WIBP-CorV a CoviVac), čtyři vakcíny s virovým vektorem (Sputnik V od ruského Gamalejova institutu, vakcína Oxford–AstraZeneca, Ad5-nCoV od čínské společnosti CanSino Biologics a vakcína Johnson & Johnson) a dvě peptidové vakcíny (ruská EpiVacCorona a čínská RBD-Dimer). Podle Světové zdravotnické organizace bylo k březnu 2021 celosvětově v klinických studiích 73 vakcín, z toho 24 v první fázi, 33 ve fázi I. až II. a 16 v závěrečné, III. fázi.
V Evropské unii, a tedy i v České republice, se k dubnu 2021 očkuje vakcínami BioNTech-Pfizer, Moderna, Oxford-AstraZeneca a Johnson & Johnson.
Mnoho zemí zavedlo plány postupné distribuce, které upřednostňují ty lidi, u nichž je nejvyšší riziko komplikací, jako jsou starší lidé, a osoby, u nichž je vysoké riziko expozice a přenosu, jako jsou zdravotničtí pracovníci, učitelé atd.
Do 8. března 2023 bylo na základě oficiálních zpráv národních zdravotnických agentur po celém světě podáno 13 320 167 733 dávek vakcíny proti covidu-19. Společnosti Pfizer, Moderna a AstraZeneca předpověděly výrobu 5,3 miliardy dávek běžně používaných vakcín pro rok 2021, kterými by mohly být naočkovány asi 3 miliardy lidí (většina vakcín vyžaduje pro ochranný účinek proti covidu-19 dvě dávky). Do prosince 2020 více než 10 zemí předobjednalo miliardy dávek vakcín, přičemž přibližně polovina dávek byla objednána zeměmi s vysokými příjmy, které měly pouze 14 % světové populace.

## Prevence nemoci

Počet případů nákazy koronavirem SARS-CoV-2 na tisíc obyvatel

Prevence před nákazou koronavirem SARS-CoV-2 je stejná jako u jiných virových onemocnění, například chřipky: zpřísnění hygienických pravidel, např. mytí rukou, vyhýbání se osobám s respiračními potížemi, vyhýbání se koncentrovanému shromáždění osob či posilování imunitního systému. Virus je airborne, tj. přenáší se vzduchem (kapénky, aerosol), kontaktní přenos přes povrchy nebyl dostatečně prokázán kontaktní přenos (např. přes madla vozíků v obchodních centrech), takže opakované dezinfekce povrchů nejsou účinné, což se zjistilo při kontrolních stěrech v Olomouckém nákupním centru, kde se schválně v tu dobu neuklízelo. Desinfekce povrchů je tak doporučována v prostorech s vyšší koncentrací patogenních látek, jako jsou například nemocnice.
Přežívání viru na površích je zřejmě kratší, než se na základě laboratorních pokusů předpokládalo. Virus má poločas přežívání (doba, po které ho zůstane poloviční množství), různý u různých materiálů, ale je v řádu hodin. Při laboratorním experimentu bylo k detekci použito buněk Vero E6. Hodnoty jsou podobné jako u SARS-CoV-1, takže rozsáhlost pandemie covidu-19 je způsobena jinými faktory. Dle posledních studií se pro dezinfekci zasažených oblastí hodí lépe ozon, který ničí SARS-CoV-2 lépe než chlor. Poločas přežívání viru se významně zkrátí, pokud je vystaven slunečnímu záření.
Bylo zjištěno, že virus se přenáší méně, pokud prší (studie ale připouští, že to může být způsobeno tím, že lidé za deště méně vycházejí ven a nepotkávají se tedy s osobami mimo svou sociální skupinu). Virus může být přenášen kapénkami, což jsou malé kapičky vody vzniklé například při kýchání, uvnitř kterých jsou přenášeny částice viru (např. kýchnutím přímo na jiného člověka). Kapénky (podobně jako kapky deště) dopadají vlivem gravitace záhy na povrch, který tak mohou kontaminovat obsaženým virem, a ten může být dále přenesen například dotykem ruky (a následným dotekem oka, sliznice, olíznutí, konzumací jablka apod.). Pro virus je kritické vyschnutí vody, která ho obaluje, protože dojde k poškození lipidového obalu viru a tím ke zničení důležitých struktur povrchu viru, pomocí kterých virus vstupuje do buněk hostitele (aby se mohl množit). Další možností šíření viru je aerosolem (je všeobecně znám pod označením mlha nebo opar), což jsou mnohem menší částice vody než kapénky (ale také obsahují několik virových částic), který vzniká rychlým pohybem vzduchu kolem vlhkých povrchů (např. při mluvení, zpívání). Virus může být aerosolem unášen podobně jako cigaretový dým na mnohem větší vzdálenost, než kapénky. Aerosol velmi rychle zaniká (vysychá) v sušším prostředí (při nižší relativní vlhkost vzduchu, 40–60 %, podobně jako mizení mlhy po vysvitnutí slunce), čímž dojde k poškození viru stejně jako u kapének. Za příznivých podmínek (teplota a vlhkost) může aerosol putovat v rozvířeném vzduchu i po dobu několika hodin, a proto se nákaza dobře šíří v chladném a vlhkém vzduchu (například velkoprostorové chladírny nebo vydýchané místnosti). Menší množství aerosolu vniká také vysycháním větších kapének ještě před jejich dopadem na povrch.
Pro omezení přenosu nákazy covid-19 vzduchem je v chladném počasí doporučováno dostatečně časté nárazové větrání, které znemožňuje přenos aerosolu na delší vzdálenost, protože venkovní chladný a vlhký vzduch se uvnitř místnosti rychle ohřeje a stane se suchým (výrazně klesne jeho relativní vlhkost). Nárazové větrání omezuje také vlhkost v místnosti způsobenou tím, že člověk vydechuje vodní páru (asi 13 ml vody za hodinu, viz vodní bilance).

## Úmrtnost a smrtnost
Ke kvantifikaci úmrtnosti se běžně používá několik měr. Jednotlivá čísla se liší podle regionu a v čase a jsou ovlivněna objemem testování, kvalitou systému zdravotní péče, možnostmi léčby, dobou od počátečního ohniska a charakteristikami populace, jako je věk, pohlaví a celkové zdraví. Úmrtnosti odráží počet úmrtí v konkrétní demografické skupině dělený počtem obyvatel této demografické skupiny. V důsledku toho úmrtnost odráží prevalenci a závažnost onemocnění v dané populaci. Úmrtnosti do značné míry souvisí s věkem, přičemž u mladých lidí je relativně nízká a u starších osob relativně vysoká.
Hrubá míra smrtelnosti (HMS či CFR) odráží počet úmrtí dělený počtem diagnostikovaných případů v daném časovém intervalu. Na základě statistik Univerzity Johna Hopkinse je globální poměr úmrtí na infekci 2,2% (2 181 853/101 142 479) k 28. lednu 2021. Hodnota se liší v různých regionech. Hrubá míra smrtelnosti nemusí odrážet skutečnou závažnost onemocnění, protože někteří infikovaní jedinci zůstávají asymptomatičtí nebo mají pouze mírné příznaky, a proto tyto infekce nemusí být zahrnuty do oficiálních kazuistik. Kromě toho se HMS může výrazně lišit v průběhu času a napříč místy kvůli dostupnosti testů na virus.

### Míra smrtelnosti na infekci
Klíčovou metrikou při měření závažnosti covidu-19 je míra smrtelnosti na infekci (MSI či IFR), označovaná také jako poměr smrtelnosti na infekci nebo riziko úmrtí na infekci. Tato metrika se vypočítá vydělením celkového počtu úmrtí na onemocnění celkovým počtem infikovaných jedinců; tedy na rozdíl od hrubé míry smrtelnosti zahrnuje MSI i asymptomatické a nediagnostikované infekce, stejně jako všechny hlášené případy.

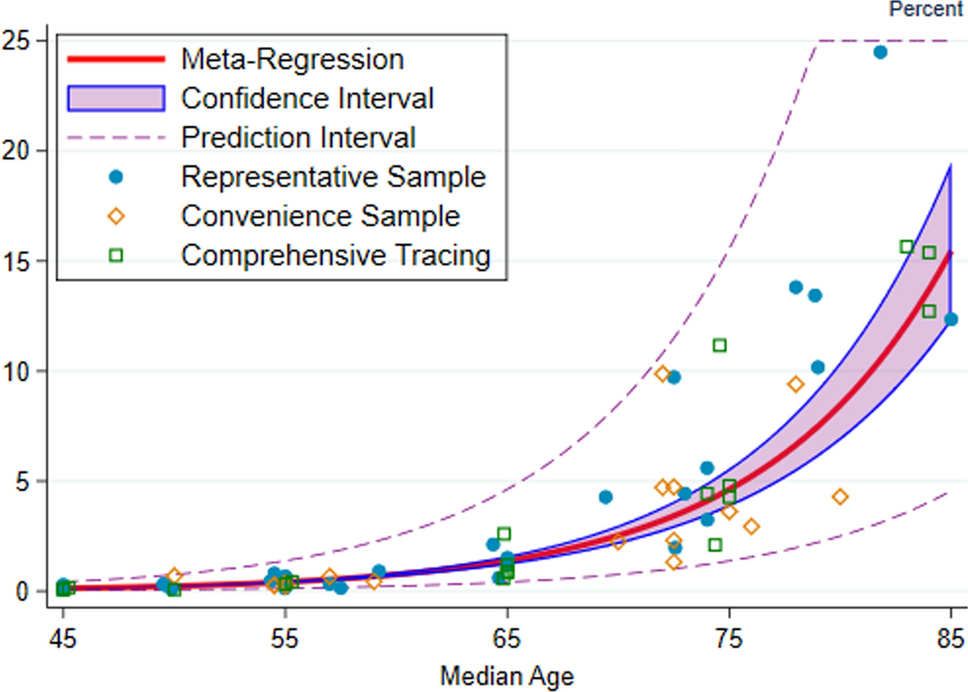
Červená čára ukazuje odhad míry úmrtnosti na infekci (MSI) v procentech jako funkce věku. Stínovaná oblast zobrazuje 95% interval spolehlivosti pro tento odhad. Značky označují konkrétní pozorování použitá v metaanalýze.

Stejná data vynesená v logaritmickém měřítku

Nedávné (prosinec 2020) systematické přezkoumání odhadlo, že populační MSI během první vlny pandemie činila asi 0,5 % až 1 % na mnoha místech (včetně Francie, Nizozemska, Nového Zélandu a Portugalska), 1 % až 2 % v jiných lokalitách (Austrálie, Anglie, Litva a Španělsko) a překročila 2 % v Itálii. Tato studie také zjistila, že většina z těchto rozdílů v MSI odrážela odpovídající rozdíly ve věkovém složení populace a věkově specifických mírách infekce; zejména odhad metaregrese MSI je u dětí a mladších dospělých velmi nízký (např. 0,002 % ve věku 10 a 0,01% ve věku 25), ale postupně se zvyšuje na 0,4% ve věku 55 let, 1,4 % ve věku 65 let, 4,6 % ve věku věk 75 let a 15 % ve věku 85 let. Tyto výsledky byly rovněž zdůrazněny ve zprávě WHO z prosince 2020.

#### Dřívější odhady míry úmrtnosti na infekci
V rané fázi pandemie Světová zdravotnická organizace uvedla odhady MSI mezi 0,3 % a 1 %. V červenci 2020 hlavní vědecký pracovník WHO uvedl, že průměrný odhad expertní fóra WHO pro MSI byl přibližně 0,6 %. V srpnu WHO zjistila, že studie zahrnující údaje ze širokého sérologického testování v Evropě ukázaly, že odhady MSI konvergují přibližně na 0,5–1 %. Na řadě míst jako v New Yorku a italském Bergamu byly stanoveny pevné dolní limity MSI, protože MSI nemůže být nižší než míra hrubá míra smrtelnosti obyvatelstva. K 10. červenci v New Yorku s 8,4 mil obyvateli zemřelo 23 377 jedinců (18 758 potvrzených a 4 619 pravděpodobných) na covid-19 (0,3 % populace). Testování na protilátky v New Yorku odhadlo MSI přibližně 0,9 % až ~ 1,4 %. V provincii Bergamo zemřelo 0,6 % populace. V září 2020 americké Středisko pro kontrolu a prevenci nemocí oznámilo předběžné odhady věkově specifických MSI pro účely plánování veřejného zdraví.
Varianta alfa, která se během zimy a jara 2021 rozšířila a stala se dominantní variantou ve většině evropským zemích, zvyšuje smrtnost o 30 % až 100 %. Varianta delta, která se v létě 2021 masivně šíří Evropou, posílá do nemocnice každé 75. nakažené dítě.

### Příčiny rozdílů v úmrtnosti

#### Rozdíly mezi pohlavími
Raná vyhodnocení epidemiologických údajů prokázaly v Číně a Itálii větší dopad pandemie a vyšší úmrtnost u mužů. Čínské centrum pro kontrolu a prevenci nemocí uvedlo, že úmrtnost byla u mužů 2,8 % a u žen 1,7 %. Pozdější vyhodnocení z června 2020 ukázalo, že mezi pohlavími není významný rozdíl v citlivosti nebo v HMS. Jeden přehled uznává rozdílnou úmrtnost čínských mužů a naznačuje, že to lze přičíst spíše volbě životního stylu, jako je kouření a pití alkoholu, a nikoli genetickým faktorům. Imunologické rozdíly založené na pohlaví, menší prevalence kouření u žen a u mužů rozvoj komorbidních stavů, jako je hypertenze v mladším věku než žen, mohly přispět k vyšší úmrtnosti u mužů. V Evropě bylo 57 % infikovaných lidí muži a 72 % z těch, kteří zemřeli na covid-19 byli muži. V České republice zemřelo na covid-19 celkem 56 % mužů (k lednu 2021). Výzkum ukázal, že virová onemocnění jako ebola, HIV, chřipka a SARS ovlivňuje muže a ženy odlišně.

#### Etnické rozdíly
V USA došlo k většímu podílu úmrtí na covid-19 u Afroameričanů a dalších menšin. Mezi strukturální faktory, které těmto menšinám brání v uplatňování fyzického distancování, patří jejich soustředění v přeplněném a nevyhovujícím bydlení a v „základních“ povoláních, jako jsou maloobchodní prodejci potravin, zaměstnanci veřejné dopravy, zdravotničtí pracovníci a opatrovníci. Vyšší prevalence chybějícího zdravotního pojištění a péče o předchozí nemoci, jako je cukrovka, hypertenze a srdeční choroby, rovněž zvyšují riziko úmrtí. Podobné problémy ovlivňují indiánské a latinskoamerické komunity. Podle neziskové organizace US health policy je 34 % dospělých lidí z indiánů a obyvatel Aljašky ohroženo vážným onemocněním ve srovnání s 21 % u bílých dospělých osob. Zdroj jej připisuje nepřiměřeně vysoké míře mnoha dalších onemocnění, které je mohou vystavovat vyššímu riziku, a také životním podmínkám, jako je nedostatečný přístup k čisté vodě. Vedoucí představitelé vyzvali k úsilí o výzkum a řešení rozdílů. Ve Velké Británii došlo k většímu podílu úmrtí na covid-19 u osob černošského, asijského a jiného etnického původu. Závažnější dopady na oběti, včetně relativního výskytu nutnosti požadavků na hospitalizaci a zranitelnosti vůči této nemoci, jsou spojeny pomocí analýzy DNA, která má být vyjádřena genetickými variantami v chromozomální oblasti 3, což jsou rysy spojené s evropským neandertálským dědictvím. Tato struktura představuje větší riziko, že u postižených se vyvine závažnější forma onemocnění. Zjištění pocházejí od profesora Svante Pääba a výzkumníků, které vede v Institutu Maxe Plancka pro evoluční antropologii a v Institutu Karolinska. Odhaduje se, že k promíchání moderních lidských a neandertálských genů došlo v jižní Evropě zhruba před 50 000 až 60 000 lety.

#### Nadváha a obezita
Podle shromážděných dat je 88 % veškerých úmrtí na covid-19 evidováno v zemích s vysokým procentem obézních lidí, jako jsou Spojené království, Spojené státy americké nebo Mexiko. Ve Velké Británii byla u pacientů s nadváhou pravděpodobnost, že skončí na jednotkách intenzivní péče vyšší o 67 %, u obézních lidí až trojnásobná. U lidí s BMI (index tělesného objemu) vyšším než 30 byly pozorovány obzvláště vážné důsledky onemocnění.
Česko, kde podíl lidí s nadváhou tvoří 62 % populace, mělo začátkem března 2021 čtvrtou nejvyšší úmrtnost na covid-19 v přepočtu na počet obyvatel na celém světě.
Virus může přímo napadat tukové buňky.

### Komorbidita – více nemocí současně
U mnoha lidí, kteří zemřou na covid-19, již existují předchozí onemocnění, včetně vysokého krevního tlaku, cukrovky (diabetes mellitus) a kardiovaskulárních onemocnění. Podle údajů ze Spojených států amerických z března 2020 mělo 89 % hospitalizovaných již nějaké předchozí závažné onemocnění. Italský Istituto Superiore di Sanità uvedl, že z 8,8 % úmrtí, u kterých byly zdokumentované diagnózy, mělo 96,1 % lidí alespoň jednu komorbiditu, přičemž průměrný člověk měl 3,4 nemoci. Podle této zprávy jsou nejčastějšími komorbiditami vysoký tlak (66 % úmrtí), diabetes 2. typu (29,8 % úmrtí), ischemická choroba srdeční (27,6 % úmrtí), fibrilace síní (23,1 % úmrtí) a chronické selhání ledvin ( 20,2 % úmrtí).
Nejkritičtější respirační komorbidity podle ústředního zdravotního ústavu v USA (CDC) jsou: středně závažné nebo těžké astma, již existující chronická obstrukční plicní nemoc, plicní fibróza a cystická fibróza. Důkazy vycházející z metaanalýzy několika menších výzkumných prací také naznačují, že kouření může být spojeno s horšími výsledky pacientů. Pokud je někdo s existujícími respiračními problémy nakažen covidem-19, může mít větší riziko závažných příznaků. Covid-19 také představuje větší riziko pro lidi, kteří zneužívají opioidy a metamfetaminy, pokud jejich užívání drog mohlo způsobit poškození plic.
V srpnu 2020 vydal CDC varování, že infekce tuberkulózy by mohly zvýšit riziko těžkých nemocí nebo úmrtí. WHO doporučila, aby pacienti s respiračními příznaky byli vyšetřeni na obě nemoci, protože pozitivní testy na covid-19 nemohly vyloučit koinfekce. Některé projekce odhadují, že snížení detekce tuberkulózy v důsledku pandemie může mít za následek 6,3 milion dalších případů této nemoci a 1,4 milionů úmrtí souvisejících s tuberkulózou do roku 2025.

## Srovnání s chřipkou

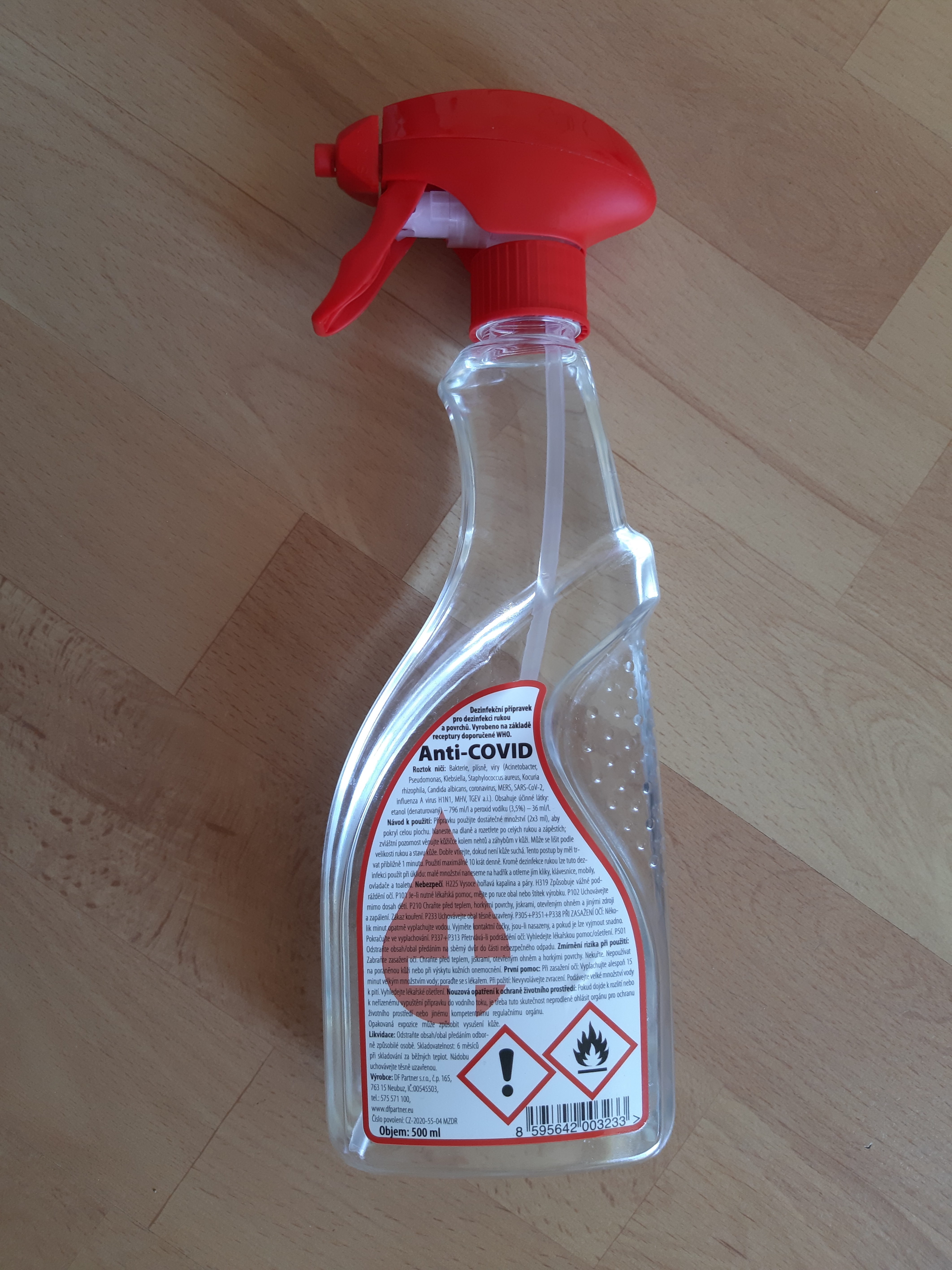
Antivirotická, antibakteriální a antimykotická dezinfekce rukou založená na kombinaci vysokého obsahu ethanolu a peroxidu vodíku, určená především proti koronaviru SARS-CoV-2, způsobujícímu onemocnění covid-19

Matematické modely chování viru, které vytvořili epidemiologové ještě před zveřejněním dat o asymptomatickém průběhu nakažení u 50–80 % nakažených, uvádějí, že covid-19 má mnohem horší průběh než chřipka a proč se nedá očekávat návrat k normálu během několika týdnů. Chřipka má míru infekčnosti (nebo R0) pouze asi 1,5, což znamená, že každý nemocný infikuje v průměru 1,5 dalších. Naproti tomu covid-19 bez společenského odstupu má R0 asi 2,5 (varianty viru z roku 2020). Druhým měřítkem viru je, jaký podíl infikovaných lidí musí být hospitalizován. U sezónní chřipky je to zhruba 1 %; u koronaviru se odhady pohybují od 5 do 20 %. Vyšší R0 a vyšší míra hospitalizace dokážou vyvolat ve společnosti chaos. Jediná osoba s chřipkou může během dvou měsíců infikovat dalších 386 lidí a jen velmi málo z nich by bylo hospitalizováno. Ale jeden pacient s covidem-19 by za stejné období infikoval 99 000 lidí, z nichž asi téměř 20 000 by muselo být hospitalizováno. Třetím faktorem je smrtnost, neboli poměr nakažených lidí, kteří nemocí onemocní a nakonec na ni zemřou. U chřipky je to asi 0,1 %. U covidu-19 je to stále nejisté, ale i za optimálních okolností může být smrtnost i desetkrát větší, zhruba 1 % – ačkoli v některých zemích, jako je například Itálie, se starší populací a přetíženými nemocnicemi, byla smrtnost mnohem vyšší.
Smrtnost nákazy je třeba porovnávat se statistikou běžných úmrtí, která je v České republice měsíčně v průměru 7451 osob nad 65 let, což je denně 245 úmrtí. Je také třeba počítat s faktem, že evoluční strategií virů je infikovat maximální počet hostitelů, aniž by způsobily jejich úmrtí. Proto se v populaci nakonec prosadí méně virulentní kmeny, jako v případě sezónní chřipky, kde u dětí může infekce až v 70 % případů proběhnout asymptomaticky. Jak se ukázalo v případě jiných infekcí (ebola), jsou virulence a přenosnost viru v nepřímé úměře, protože vysoce virulentní onemocnění zahubí infikovaného dříve, než stačí nakazit další.
Hovorově se pro nemoc covid-19 používá mimo jiné označení „čínská chřipka“, odkazující na místo jejího původu a vycházející z tradice podobných označení pro virové epidemie v minulosti, jakými byly například španělská chřipka nebo mexická chřipka. Používání tohoto označení prosazují některé veřejně známé osobnosti, zdůvodňujíce to nejen geografickým původem onemocnění, ale také vinou čínského komunistického režimu na rozšíření pandemie.